# Équipe du Groenland de futsal
Maillots
L'équipe du Groenland de futsal est une sélection contrôlée par la fédération du Groenland de football (Greenland Football Union) qui n'est pas membre de la FIFA, ni de l'UEFA ou de la CONCACAF et ne participe donc pas aux grands tournois internationaux. Cependant cette sélection a disputé des matchs internationaux.
Le Groenland Football Union est membre de l'union international de football.

## Histoire
Du 29 novembre au 1er décembre 2013 à Nuuk le Groenland rencontre en série de matchs amicaaux officiel l'équipe des Iles Féroé.
En mai 2016, le Groenland rejoint la ConIFA.
Au mois d'octobre 2016, le Groenland Football Union (GBU) par l'intermédiaire de son président John Thorsen travaille afin de pouvoir adhérer à l'UEFA et à la FIFA.
Pour la première fois de son histoire l'équipe du Groenland de futsal participe à un tournoi international, du 1er décembre au 4 décembre 2016 le Groenland devient le cinquième membre de la Coupe de futsal nordique, elle y affronte quatre équipes le Danemark, la Finlande, la Norvège et la Suède.
Le 1er décembre lors de la première rencontre face à la Finlande, le Groenland perd son premier match 4 à 6.
Le 2 décembre le Groenland remporte sa première victoire dans le tournoi, en battant la Norvège 4 à 3.
Pendant la troisième journée le Danemark écrase le Groenland 7 à 2.
Lors de la quatrième est dernière journée le Groenland perd son dernier match face à la Suède sur un score de 5 à 0.
Du 15 au 16 mars 2017, le Groenland affronte le Danemark à deux reprises lors de match de préparation, chaque match se soldant par une défaite.
Le Groenland est invité à participer à un la Coupe Generali Vsetín 2017 (Generali cup Vsetin) en République Tchèque est y affronte des équipes nationales des moins de 19-21 ans et des clubs.
La finale est remportée par la Rep Tchèque u21 de futsal aux tirs au but face à l'équipe du Groenland.
Le Danois René Olsen devient le nouvel entraîneur de l'équipe du Groenland de futsal.
Du 12 au 14 mai 2018, le Groenland participe au Tournoi International de futsal 4 CUP à Hodonín en République Tchèque est y rencontrera 2 sélections universitaire (République Tchèque et la Slovaquie) qui participeront à la coupe du monde de futsal universitaire et une sélection des U21 (République Tchèque),.
Le Naalakkersuisut (gouvernement) du Groenland organise la Killiliisa Cup qui a lieu à Nuuk du 11 au 17 novembre, une compétition afin de lutter contre les agressions sexuelles,.
Le Groenland participe au Danemark du 4 au 8 décembre à la Coupe nordique de futsal 2018,.

## Palmarès
Coupe nordique de futsal
- 2013 : Non présente
- 2014 : Non présente
- 2016 : Cinquième
- 2017 : Cinquième
- 2018 : Cinquième
- 2019 : Quatrième

Coupe Generali Vsetín
- 2017 : Finaliste

Tournoi International de futsal 4 CUP
- 2018 : Troisième

Futsal Autmn Cup Poreč
- 2019 : Sixième
- 2021 : Troisième

## Rencontres
| No | Date              | Lieu                                     | Groenland | Adversaire                       | Score  | Compétition                           | Buteur(s) pour le Groenland                                                                 | Buteur(s) pour l'adversaire | Rapport      |
| -- | ----------------- | ---------------------------------------- | --------- | -------------------------------- | ------ | ------------------------------------- | ------------------------------------------------------------------------------------------- | --- | ------------ |
| 1  | 29 novembre 2013  | Godthåbhallen, Nuuk, Groenland           | Groenland | Îles Féroé                       | P 6-8  | A.                                    | -                                                                                           | ? Brian Jacobsen, ? Alex dos Santos? ? Alex Troleis, ? Hanus Jacobsen | (rapport)    |
| 2  | 30 novembre 2013  | Godthåbhallen, Nuuk, Groenland           | Groenland | Îles Féroé                       | V 6-2  | A.                                    | Markus Jensen ?, Frederik Funck ?, Kaassannguaq Zeeb ?, John Broberg ?                      | ? José dos Santos, ? Hanus Jacobsen | (rapport)    |
| 3  | 1er décembre 2013 | Godthåbhallen, Nuuk, Groenland           | Groenland | Îles Féroé                       | V 5-3  | A.                                    | John Broberg ?, Norsaq Lund Mathæussen ?, James Moeller ?, Markus Jensen ?                  | - | (rapport)    |
| 4  | 7 novembre 2015   | Danemark                                 | Groenland | Danemark                         | N 2-2  | A.                                    | Niklas Thorleifsen ?, Johan Bidstrup ?                                                      | Niklas | (rapport)    |
| 5  | 8 novembre 2015   | Danemark                                 | Groenland | Danemark                         | V 5-4  | A.                                    | Anders.H Petersen ?, Johan Broberg ?, Nikki petersen ?, ? Inooraq Svendsen                  | ? Nicklas Andersen, ? Arildsen Rasmussen, ? Jacob Agger | (rapport)    |
| 6  | 26 janvier 2016   | Prague, République tchèque               | Groenland | Tchéquie                         | P 0-6  | A.                                    | -                                                                                           | ? Holy Michal, ? Cupak David, ? Resetar Lukas, ? Jan Janovsky, ? Hruby Vitezslav | (rapport)    |
| 7  | 27 janvier 2016   | Prague, République tchèque               | Groenland | Tchéquie                         | P 3-16 | A.                                    | Markus Jensen 35e, Katu Madsen 35e, Ari Hermann 35e                                         | 9e Cupak David, 9e D.Drozd, 15e 25e Kovacs, 16e 27e Resetar Lukas, 18e 21e 22e 26e Zaruba, 20e Hruby Vitezslav, 23e 33e 40e P.Drozd, 35e 40e Koudelka                                     | (rapport)    |
| 8  | 1er décembre 2016 | Arène de Skövde Skövde Suède             | Groenland | Finlande                         | P 4-6  | Coupe nordique de futsal 2016         | Ari Hermann ?, Markus Jensen ?, Fredrik Funch ?, Johan Broberg ?                            | ? Hosio, ? Vanha, ? Istrefi ? Rautiainen, ? Alasuutari | (rapport)    |
| 9  | 2 décembre 2016   | Salle des sports Jönköping Suède         | Groenland | Norvège                          | V 4-3  | Coupe nordique de futsal 2016         | Markus Jensen ?, Nikki Petersen ?, Niklas Thorleifsen ?, Danois marque contre son camp ?    | ? Espegren, ? Schjetne, ? Vucenovic | (rapport)    |
| 10 | 3 décembre 2016   | Arène de Skövde Skövde Suède             | Groenland | Danemark                         | P 2-7  | Coupe nordique de futsal 2016         | Nick Reimer 4e, Katu Madsen 34e                                                             | 3e Christoffersen, 11e El-Ouaz 23e 29e Badran, 26e Jørgensen, 38e Rasmussen, 39e Mehlsen                                                                                                  | (rapport)    |
| 11 | 4 décembre 2016   | Arène de Skövde Skövde Suède             | Groenland | Suède                            | P 0-5  | Coupe nordique de futsal 2016         | -                                                                                           | 6e Asp, 7e 23e Söderqvist, 35e Kaplan, 37e Abraham | (rapport)    |
| 12 | 15 mars 2017      | Kildeskovshallen, Gentofte Danemark      | Groenland | Danemark                         | P 6-7  | A.                                    | Niklas Thorleifsen ?, Nick Reimer ?, Nukannguaq Zeeb ?, Malik Juhl ?, Frederik Funch ?      | ? Azad Corlu, ? Mads Falck, ? Zakari El Ouaz, Granite Gashi ?, Lucas Christoffersen ?, Louis Veis ?                                                                                       | (rapport)    |
| 13 | 16 mars 2017      | Gentofte Salle, Gentofte Danemark        | Groenland | Danemark                         | P 4-7  | A.                                    | Ari Hermann ?, Frederik Funch ?, John L. Broberg ?                                          | - | (rapport)    |
| 14 | 18 mars 2017      | Vsetín, République tchèque               | Groenland | République tchèque U21           | P 5-7  | Coupe Generali Vsetín                 | Fredrik Funch 9e, John Borberg 21e, Malik Juhl 28e, Brogers 38e, Kaassannguaq Zeeb 46e      | Křemen 1re 11e, Mažári 15e, Kubelka 20e, Ferenc 33e, Zdržálek 40e, Šarközy 60e | (rapport)    |
| 15 | 19 mars 2017      | Vsetín, République tchèque               | Groenland | SK Interobal Plzen               | P 4-6  | Coupe Generali Vsetín                 | 29e Kaassannguaq Zeeb, 40e Malik Funch, 43e Patrick Frederiksen, 46e Nick Reimer            | 10e 30e Abrham, 13e 23e 36e Štverák, 48e Štrajt | (rapport)    |
| 16 | 20 mars 2017      | Vsetín, République tchèque               | Groenland | République tchèque U21           | V 8-4  | Coupe Generali Vsetín                 | 2e 25e Fredrik Funch, 5e Kaassannguaq Zeeb, 8e Nick Reimer, 15e 22e 38e Malik Juhl          | 6e 20e Šarközy, 19e Gajdoš, 37e Zdržálek | (rapport)    |
| 17 | 21 mars 2017      | Vsetín, République tchèque               | Groenland | SK Interobal Plzen               | P 4-5  | Coupe Generali Vsetín                 | 5e Nikki Petersen, 15e Patrick Frederiksen, 34e Nick Reimer, 38e Malik Juhl                 | 6e 9e Štverák, 12e Štrajt, 22e Abrham | (rapport)    |
| 18 | 6 décembre 2017   | Arena Stjørdalshallen, Stjørdal, Norvège | Groenland | Finlande                         | P 1-4  | Coupe nordique de futsal 2017         | 25e Karsten M.Andersen                                                                      | Miika Hosio 11e · Arber Istrefi 14e · Juhana Jyrkiainen 1re 20e | (Rapport)    |
| 19 | 7 décembre 2017   | Arena Stjørdalshallen, Stjørdal, Norvège | Groenland | Suède                            | P 3-5  | Coupe nordique de futsal 2017         | 6e Søren Kreutzmann · 27e Niklas Thorleifsen · 33e Kuluk Ezekiassen                         | Mathias Etéus 14e · Irfan Delimedjac 17e · Nicklas Asp 27e · Carl Fredrik Johnsson 34e · Nima Kadivar 36e                                                                                 | (Rapport)    |
| 20 | 8 décembre 2017   | Arena Stjørdalshallen, Stjørdal, Norvège | Groenland | Danemark                         | N 2-2  | Coupe nordique de futsal 2017         | ? Morten Fleischer · ? Ari Hermann                                                          | Brian Mengel Thomsen ? · Magnus Rasmussen ? | (Rapport)    |
| 21 | 9 décembre 2017   | Arena Stjørdalshallen, Stjørdal, Norvège | Groenland | Norvège                          | N 3-3  | Coupe nordique de futsal 2017         | ? John Ludvig Broberg · ? Hans Karl Berthelsen · ? Søren Kreutzmann                         | Erlend Tjøtta Vie ? · Tobias Schjetne ? · Eirik Valla Dønnem ? | (Rapport)    |
| 22 | 10 mai 2018       | Kildeskovshallen, Gentofte, Danemark     | Groenland | JB Futsal Gentofte               | V 3-1  | A.                                    | John Ludvig Broberg ?, Ari Hermann ?, Niklas Thorleifsen ?                                  | | [ (Rapport)] |
| 23 | 12 mai 2018       | Salle Teza, Hodonín, République tchèque  | Groenland | Slovaquie Universitaire          | V 6-2  | Tournoi International de futsal 4 CUP | Ari Hermann ?, Hans-Karl Berthelsen ?, Nukannguaq Zeeb ?, John Ludvig Broberg ?             | | (Rapport)    |
| 24 | 13 mai 2018       | Salle Teza, Hodonín, République tchèque  | Groenland | République tchèque Universitaire | P 1-4  | Tournoi International de futsal 4 CUP | John Ludvig Broberg ?                                                                       | | (Rapport)    |
| 25 | 14 mai 2018       | Salle Teza, Hodonín, République tchèque  | Groenland | République tchèque U21           | P 5-6  | Tournoi International de futsal 4 CUP | Markus Jensen 6e 20e 21e 22e , Hans Karl Berthelsen 29e                                     | 5e Němec, 5e Šarközy, 17e 36e Buchta, 35e Künstner, 38e Zajíček | (Rapport)    |
| 26 | 16 mai 2018       | Gentofte Salle, Gentofte Danemark        | Groenland | Danemark                         | P 4-10 | A.                                    | Niklas Thorleifsen ?, Nick Reimer ?, Hans-Karl Berthelsen ?, Søren Kreutzmann ?             | ? Mads Falck, ? Kevin Jørgensen, ? Emil Scott, ?Zakaria El-Ouaz, ? Azad Corlu, ? Louis Veis, ? Ermin Kasumovic, ? Mohamed Tizanekat Mojab                                                 | [ (rapport)] |
| 27 | 17 mai 2018       | Gentofte Salle, Gentofte Danemark        | Groenland | Danemark                         | N 4-4  | A.                                    | Hans-Karl Berthelsen ?, John Ludvig Broberg ?, Ari Hermann ?                                | - | [ (rapport)] |
| 28 | 11 novembre 2018  | Godthåbhallen, Nuuk, Groenland           | Groenland | Groenland U19                    | V 4-1  | Killiliisa Cup                        | Ari Hermann , John Ludvig Broberg                                                           | René Eriksen Petersen | [ (Rapport)] |
| 29 | 17 novembre 2018  | Godthåbhallen, Nuuk, Groenland           | Groenland | By-Holdet                        | V 5-2  | Killiliisa Cup                        |                                                                                             | | [ (Rapport)] |
| 30 | 28 novembre 2018  | Hafnia Hallen, Copenhague Danemark       | Groenland | København Futsal                 | N 3-3  | A.                                    |                                                                                             | | [ (rapport)] |
| 31 | 30 novembre 2018  | Skovlunden Hallen, Copenhague Danemark   | Groenland | Gentofte Futsal                  | V 7-4  | A.                                    |                                                                                             | | [ (rapport)] |
| 32 | 4 décembre 2018   | Ringkøbing, Danemark                     | Groenland | Finlande                         | P 1-6  | Coupe nordique de futsal 2018         |                                                                                             | | (Rapport)    |
| 33 | 5 décembre 2018   | Ringkøbing, Danemark                     | Groenland | Norvège                          | P 2-5  | Coupe nordique de futsal 2018         |                                                                                             | | (Rapport)    |
| 34 | 6 décembre 2018   | Ringkøbing, Danemark                     | Groenland | Suède                            | P 5-6  | Coupe nordique de futsal 2018         |                                                                                             | | (Rapport)    |
| 35 | 7 décembre 2018   | Ringkøbing, Danemark                     | Groenland | Danemark                         | P 1-7  | Coupe nordique de futsal 2018         |                                                                                             | | (Rapport)    |
| 36 | 21 septembre 2019 | Poreč, Croatie                           | Groenland | Arabie saoudite                  | P 5-6  | Futsal Autmn Cup Poreč                |                                                                                             | | (Rapport)    |
| 37 | 22 septembre 2019 | Poreč, Croatie                           | Groenland | Belgique                         | P 4-6  | Futsal Autmn Cup Poreč                |                                                                                             | | (Rapport)    |
| 38 | 25 septembre 2019 | Poreč, Croatie                           | Groenland | Norvège                          | P 0-5  | Futsal Autmn Cup Poreč                |                                                                                             | | (Rapport)    |
| 39 | 17 novembre 2019  | Godthåbhallen, Nuuk, Groenland           | Groenland | Groenland U19                    | V 6-0  | A.                                    |                                                                                             | | [ (Rapport)] |
| 40 | 29 novembre 2019  | Turku, Finlande                          | Groenland | Finlande                         | P 1-11 | Coupe nordique de futsal 2019         | 16e Patrick Fredriksen                                                                      | Iiro Vanha 4e, Sergei Korsunov 8e 30e, Henri Alamikkotervo 14e 29e, Petri Grönholm 15e, Antti Teittinen 22e, Miika Hosio 28e, Lassi Lintula 31e, Juhana Jyrkiäinen 39e, Teemu Lukkari 39e | (Rapport)    |
| 41 | 30 novembre 2019  | Turku, Finlande                          | Groenland | Suède                            | P 1-7  | Coupe nordique de futsal 2019         | 38e Rene Eriksen Petersen                                                                   | Adnan Cirak 2e 6e 35e, Ayoub Abassi 15e 23e, Fehim Smajlovic 22e, Taha Abdi Ali 25e | (Rapport)    |
| 42 | 1er décembre 2019 | Turku, Finlande                          | Groenland | Norvège                          | P 0-3  | Coupe nordique de futsal 2019         |                                                                                             | Milos Vucenović 3e, Erlend Tjøtta Vie 4e, Sindre Welo Myrvold 31e | (Rapport)    |
| 43 | 3 décembre 2019   | Turku, Finlande                          | Groenland | Danemark                         | V 4-3  | Coupe nordique de futsal 2019         | Søren Kreutzmann 1re 35e, Frederik Funch 36e, Nikki Petersen 39e                            | 14e Mads Falck, 34e Louis Veis, 37e Mike Løhde Vestergård | (Rapport)    |
| 44 | 29 septembre 2021 | Ordruphallen, Gentofte, Danemark         | Groenland | Gentofte Futsal                  | N 5-5  | A.                                    | Rene Eriksen Petersen, Markus Jensen, Bastian H Rosing                                      | | [ (rapport)] |
| 45 | 3 octobre 2021    | Poreč, Croatie                           | Groenland | Finlande                         | P 1-7  | Futsal Autmn Cup Poreč                | 34e Markus Jansen                                                                           | | (Rapport)    |
| 46 | 5 octobre 2021    | Poreč, Croatie                           | Groenland | Bronx Skofije                    | V 5-4  | A.                                    | 17e Nick Reimer, 27e William Ganzhom, 33e 36e Rene Eriksen Petersen, 38e Karsten M.Andersen | | [ (rapport)] |
| 47 | 5 octobre 2021    | Poreč, Croatie                           | Groenland | Pologne                          | P 0-2  | Futsal Autmn Cup Poreč                |                                                                                             | | (Rapport)    |

| Score : - V = Match gagné - N = Match nul - P = Match perdu | Compétition : - A. = Match amical - C. = Compétition |

## Équipe rencontrées
| Adversaire                       | Joués | Victoires | Matchs nuls | Défaites | Buts pour | Buts contre |
| -------------------------------- | ----- | --------- | ----------- | -------- | --------- | ----------- |
| Danemark                         | 10    | 2         | 3           | 5        | 34        | 53          |
| Norvège                          | 5     | 1         | 1           | 3        | 9         | 19          |
| Finlande                         | 5     | 0         | 0           | 5        | 8         | 33          |
| Suède                            | 4     | 0         | 0           | 4        | 9         | 23          |
| Îles Féroé                       | 3     | 2         | 0           | 1        | 17        | 13          |
| Tchéquie                         | 2     | 0         | 0           | 2        | 3         | 22          |
| Arabie saoudite                  | 1     | 0         | 0           | 1        | 5         | 6           |
| Belgique                         | 1     | 0         | 0           | 1        | 4         | 6           |
| Pologne                          | 1     | 0         | 0           | 1        | 0         | 2           |
| République tchèque U21           | 3     | 1         | 0           | 2        | 18        | 17          |
| Groenland U19                    | 2     | 2         | 0           | 0        | 10        | 1           |
| République tchèque Universitaire | 1     | 0         | 0           | 1        | 1         | 4           |
| Slovaquie Universitaire          | 1     | 1         | 0           | 0        | 6         | 2           |
| SK Interobal Plzen               | 2     | 0         | 0           | 2        | 8         | 11          |
| By-Holdet                        | 1     | 1         | 0           | 0        | 5         | 2           |
| JB Futsal Gentofte               | 1     | 1         | 0           | 0        | 3         | 1           |
| København Futsal                 | 1     | 0         | 1           | 0        | 3         | 3           |
| Gentofte Futsal                  | 2     | 1         | 1           | 0        | 12        | 9           |
| Bronx Skofije                    | 1     | 1         | 0           | 0        | 5         | 4           |
| Total                            | 47    | 13        | 6           | 28       | 160       | 232         |

## Meilleurs buteurs
| Rang | Joueur                 | Buts | Sél. | Première sélection | Dernière sélection |
| ---- | ---------------------- | ---- | ---- | ------------------ | ------------------ |
| 1    | Fredrik Funch          | 9    | 17   | 2013               | 2019               |
| 2    | John Broberg           | 11   | 20   | 2013               | 2018               |
| 2    | Malik Juhl             | 7    | 12   | 2016               | 2018               |
| 3    | Markus Jensen          | 10   | 12   | 2013               | 2018               |
| 4    | Ari Hermann            | 10   | 18   | 2016               | 2018               |
| 4    | Niklas Thorleifsen     | 7    | 14   | 2015               | 2018               |
| 4    | Nick Reimer            | 6    | 10   | 2016               | 2018               |
| 4    | Kaassannguaq Zeeb      | 6    | 9    | 2013               | 2018               |
| 5    | Søren Kreutzmann       | 5    | 9    | 2013               | 2019               |
| 3    | Nikki Petersen         | 4    | 11   | 2015               | 2019               |
| 5    | Patrick Frederiksen    | 3    | 10   | 2017               | 2019               |
| 5    | Katu Madsen            | 2    | 6    | 2016               | 2016               |
| 5    | Johan Broberg          | 2    | 6    | 2015               | 2016               |
| 5    | Inooraq Svendsen       | 2    | 2    | 2015               | 2015               |
| 6    | Johan Bidstrup         | 1    | 2    | 2015               | 2015               |
| 6    | Anders.H Petersen      | 1    | 2    | 2015               | 2015               |
| 6    | James Moeller          | 1    | 3    | 2013               | 2013               |
| 6    | Norsaq Lund Mathæussen | 1    | 3    | 2013               | 2013               |
| 6    | Morten Fleischer       | 1    | 4    | 2017               | 2017               |
| 6    | Kuluk Ezekiassen       | 1    | 4    | 2017               | 2017               |
| 6    | Hans Karl Berthelsen   | 5    | 8    | 2017               | 2018               |
| 6    | Karsten M.Andersen     | 1    | 4    | 2017               | 2017               |
| 6    | Rene Eriksen Petersen  | 1    | 4    | 2019               | 2019               |

## Sélection
| - John Krentzmann - Katu Madsen - Jenseeraq Adolfsen - Jens Peter Dahl - Pavia Holgard - Maasi Maqe - Inooraq Svendsen - Nukappiaraq D.Thorleifsen - Palu Petersen - Arne Hansen - Frederik Funch - Markus Jensen - Norsaq L.Mathaeussen - Gazza Zeeb - Jacob Moller - John Broberg - Johan Bidstrup | - Gabriel Petersen - Amos Rosbach - Anders H.Petersen - Johan Bidstrup - Ari Hermann - Nikki Petersen - Johan Broberg - Niklas Thorleifsen - Markus Jensen - Johannes Sigurdsen - Ivik Olsen - Inooraq Svendsen | - Markus Jensen - Katu Madsen - Ari Hermann - Fredrik Funch - Johan Broberg - John Broberg - Nikki Petersen - Niklas Thorleifsen - Nick Reimer - Katu Madsen - Gazza Zeeb - Johan Bidstrup - Berthelsen - Juhl - Gronvold | - Malik Mikaelsen - Malik Hermarij - Kaassannguaq Zeeb - John Ludvig Broberg - Kaali L. Mathæussen - Kuluk Ezekiassen - Ari Hermann - Markus Jensen - Niklas Thorleifsen - Morten Fleischer - Søren Kreutzmann - Nick Reimer - Hans Karl Berthelsen - Nukannguaq Zeeb - Brian R. Kleist - Lars Erik Reimer - Bastian Rosing - Patrick Frederiksen - Katu Madsen |

## Sélectionneurs
| Sélectionneurs  | Période       | Matchs | Gagnés | Nuls | Perdus | Gagnés % |
| --------------- | ------------- | ------ | ------ | ---- | ------ | -------- |
| Tekle Ghebrelul | 2013-2017     | 17     | 5      | 1    | 11     | 29.41    |
| René Olsen,     | 2017-en cours | 30     | 8      | 6    | 17     | 26.67    |
| Total           | Total         | 47     | 13     | 7    | 28     | 27.66%   |